# AGS-40 Balkan
El AGS-40 Balkan es un lanzagranadas automático ruso que dispara granadas de 40 mm sin casquillo y sucesor de los lanzagranadas automáticos AGS-17 y AGS-30, introducido y adoptado por el ejército ruso en 2018 para su evaluación operativa.

## Diseño

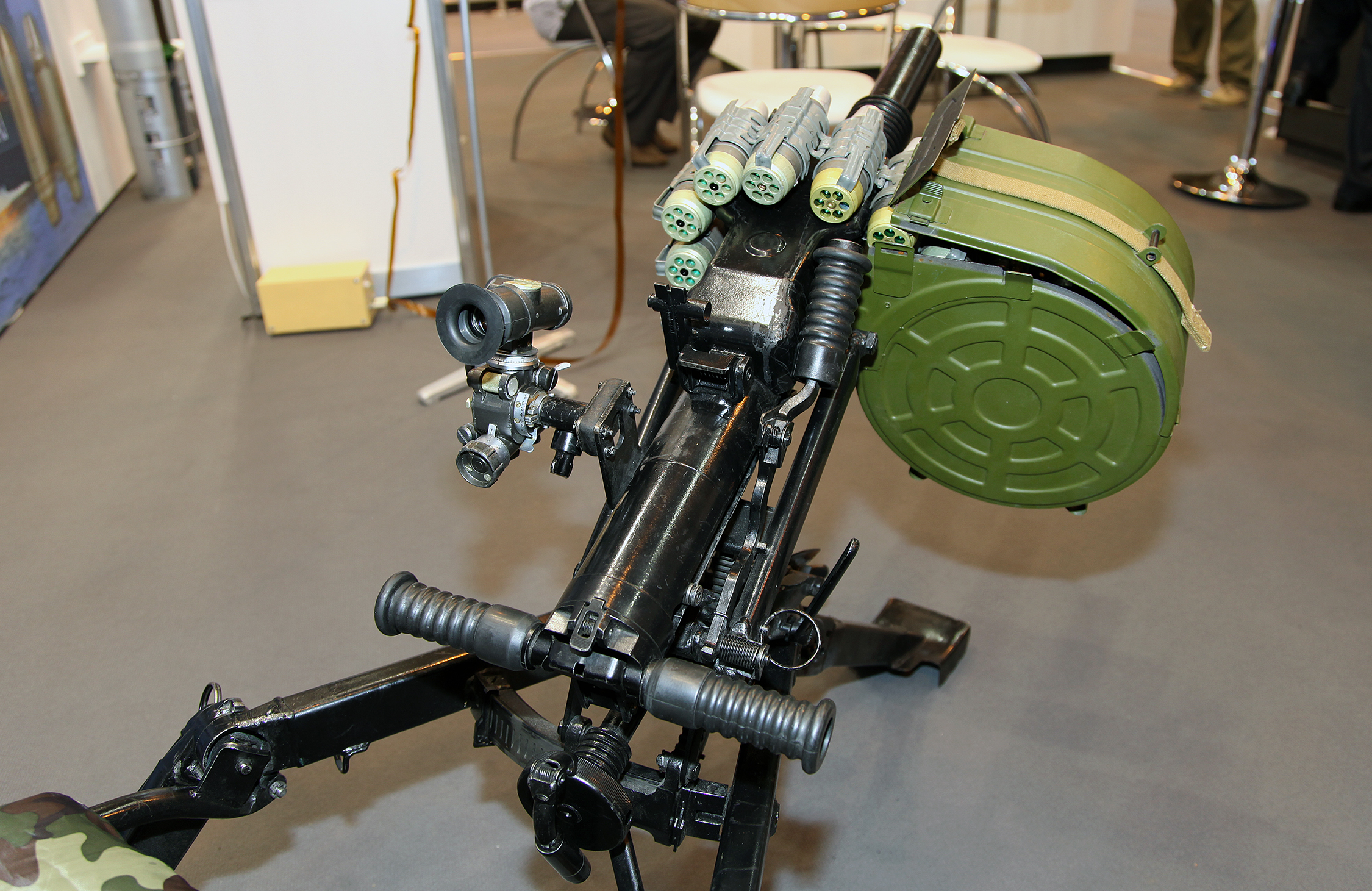
Acercamiento del AGS-40 Balkan.

El AGS-40 Balkan dispara granadas de 40 mm con un alcance de 2.500 m (en comparación con las granadas de 30 mm con alcance de 1.700 m del AGS-17 y 2.000 m del AGS-30) y una cadencia de 400 disparos/minuto, con ráfaga cortas (5 disparos), ráfaga larga (10 disparos) y automático. El arma suele estar equipada con un trípode y una mira telescópica PAG-17 de 2,7x aumentos; también puede tener instalado alza y punto de mira como mecanismos de puntería de respaldo.
Una característica única del AGS-40 Balkan es un asiento desmontable que permite disparos más estables utilizando el peso de un operador.

### Munición
- Granadas de fragmentación y alto poder explosivo 7P39 de 40 mm sin casquillo.[5]
- Granadas de práctica 7P39P y 7P39U

## Desarrollo
El desarrollo del AGS-40 comenzó en 1980, pero se estancó después de la disolución de la Unión Soviética y el posterior declive económico en Rusia. Sin embargo, el proyecto se reactivó a principios de la década de 1990 con el nombre en clave "Balkan" y se puso en evaluación operativa en 2018. Las pruebas fueron exitosas y se recomendó su entrada en servicio en marzo de 2021. El primer lote de serie fue suministrado en enero de 2022.
El AGS-40 Balkan se puede instalar a bordo de vehículos blindados. El AGS-40 Balkan se puede integrar con el sistema de armamento a control remoto Kalashnikov MBDU.

## Usuarios
- Rusia